# Universidade de Brasília
A Universidade de Brasília (UnB) é uma instituição de ensino superior pública brasileira localizada em Brasília, no Distrito Federal, sendo uma das maiores instituições de ensino superior da região Centro-Oeste e uma das mais importantes do país. Possui quatro campi, sendo estes no Plano Piloto (Campus Darcy Ribeiro), em Planaltina (Faculdade UnB Planaltina), em Gama (Faculdade UnB Gama) e em Ceilândia (Faculdade UnB Ceilândia). Sua área total é de 4.787.449,13 m², sendo que o seu principal Campus é o Campus Darcy Ribeiro, que tem 3.950.569, 07 m². Das 67 universidades federais do Brasil, mantidas pela União através de recursos do Ministério da Educação, a UnB era em 2019 a universidade com o quinto maior orçamento, ficando atrás da UFRJ, UFMG, UFF e UFRGS.
Desde a sua criação, em 1962, a UnB tem um papel extremamente importante tanto nacionalmente quanto regionalmente no que diz respeito à excelência do ensino e da pesquisa. É referência no Brasil e no exterior nos cursos de Relações Internacionais, Ciência Política, Economia, Direito e Antropologia. Os cursos disponíveis em Planaltina, Gama e Ceilândia são distintos dos disponíveis no campus principal Campus Darcy Ribeiro. A Biblioteca Central da UnB tem o maior acervo de livros do Centro-Oeste e o terceiro maior do Brasil, atrás da Biblioteca Nacional do Rio de Janeiro e da Biblioteca Mário de Andrade, de São Paulo. O vestibular tradicional da UnB e o Programa de Avaliação Seriada (PAS) são elaborados pelo Cebraspe, uma das maiores instituições organizadoras de concursos públicos do país, conhecida pelo alto nível de complexidade dos exames.[carece de fontes?]
Foi avaliada pelo Ministério da Educação, através do Índice Geral de Cursos, como a melhor universidade da região Centro-Oeste. Em avaliações nacionais e internacionais que analisam categorias como ensino, pesquisa, internacionalização e relação com o mercado, figura como a 8ª melhor universidade do Brasil e como a 15ª da América Latina segundo a Times Higher Education, a 9ª melhor universidade do país no Ranking Universitário da Folha de S.Paulo, a 12ª de acordo com o QS World University Rankings. Segundo a avaliação feita pela CAPES no período 2014-2017, dezesseis programas de pós-graduação da UnB atingiram conceito 5, avaliados como excelentes, outros dez receberam conceito 6, sendo assim considerados de referência nacional, enquanto cinco alcançaram conceito 7, sendo considerado de excelência internacional.

## História

### Origem

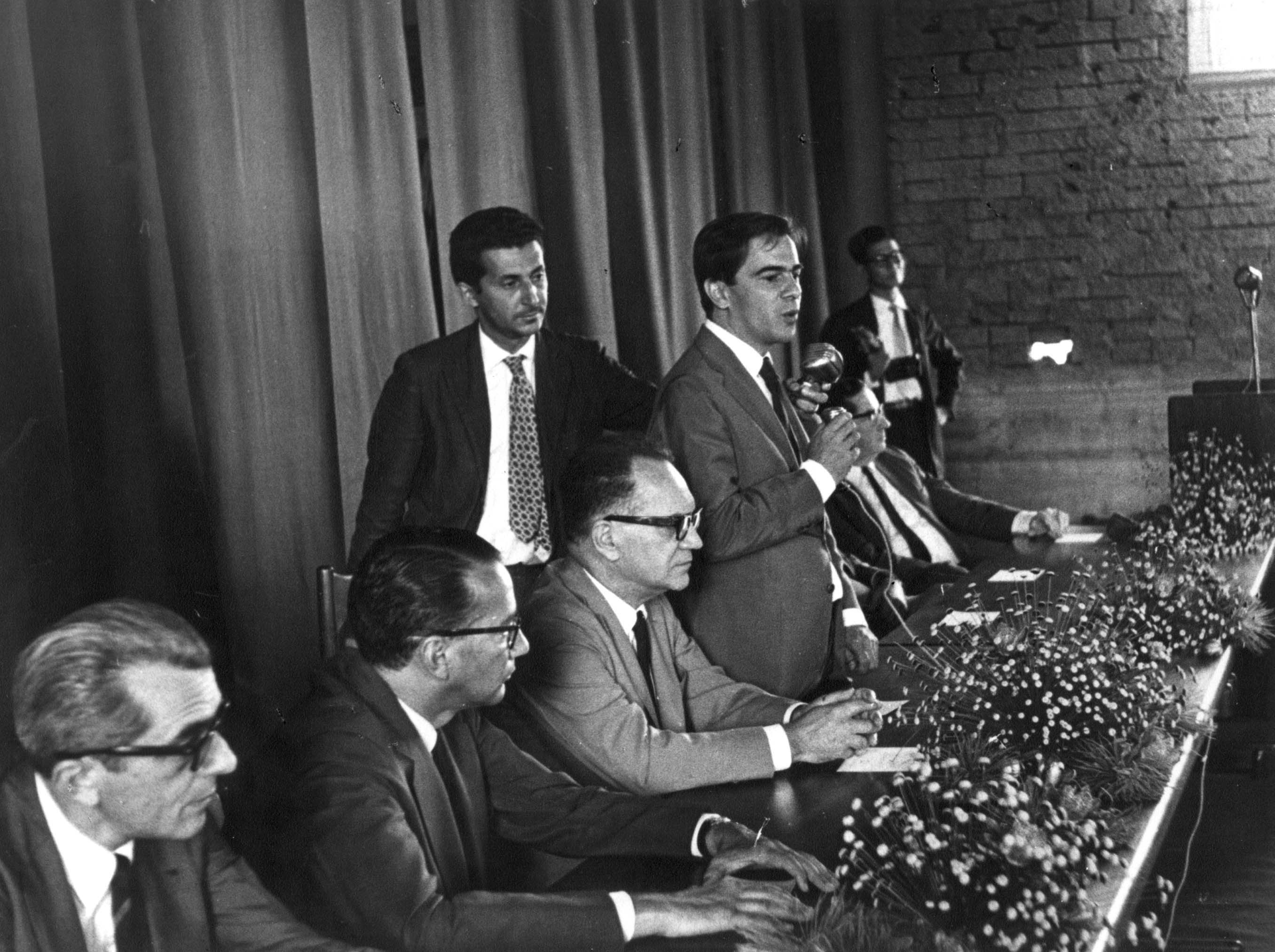
Darcy Ribeiro discursando na inauguração da UnB, em 21 de abril de 1962

Em 1960, foi inaugurada a nova capital federal do país, Brasília, localizada na Região Centro-Oeste. A ideia de estabelecer uma universidade na região surgiu ainda durante a construção de Brasília. Incumbido pelo presidente Juscelino Kubitschek, o escritor e político Darcy Ribeiro reuniu cientistas, artistas e filósofos para debater o formato que a futura instituição teria. Em 21 de abril de 1960, JK enviou ao Congresso Nacional uma mensagem solicitando a criação da universidade. O projeto de lei foi aprovado pelo parlamento em agosto de 1961, sendo sancionado como a Lei nº 3.998 pelo presidente João Goulart em 15 de dezembro de 1961.
Em 5 de janeiro de 1962, os integrantes do primeiro conselho diretor da Fundação Universidade de Brasília (FUB) foram empossados. Em sua primeira reunião, Ribeiro foi eleito presidente do conselho e reitor. Em 15 de janeiro do mesmo ano, o primeiro-ministro Tancredo Neves assinou o Decreto nº 500, que aprovou o estatuto da FUB e a estrutura da UnB. As primeiras aulas foram realizadas em um prédio localizado na Esplanada dos Ministérios. Em 21 de abril de 1962, a universidade foi inaugurada, inicialmente com 13 mil metros quadrados de área construída, distribuídos em nove prédios.
De acordo com a UnB, a instituição foi fundada inspirada nas seguintes premissas:

Os inventores desejavam criar uma experiência educadora que unisse o que havia de mais moderno em pesquisas tecnológicas com uma produção acadêmica capaz de melhorar a realidade brasileira.
As regras, a estrutura e concepção da Universidade foram definidas pelo Plano Orientador, uma espécie de Carta Magna, datada de 1962, e ainda hoje em vigor. O Plano foi a primeira publicação da Editora UnB e mostra o espírito inovador da instituição.
[...]

A estrutura administrativa e financeira era amparada por um conceito novo nos anos 60 e até hoje "menina dos olhos" dos gestores universitários: a autonomia.

### Primeiros anos e ditadura militar

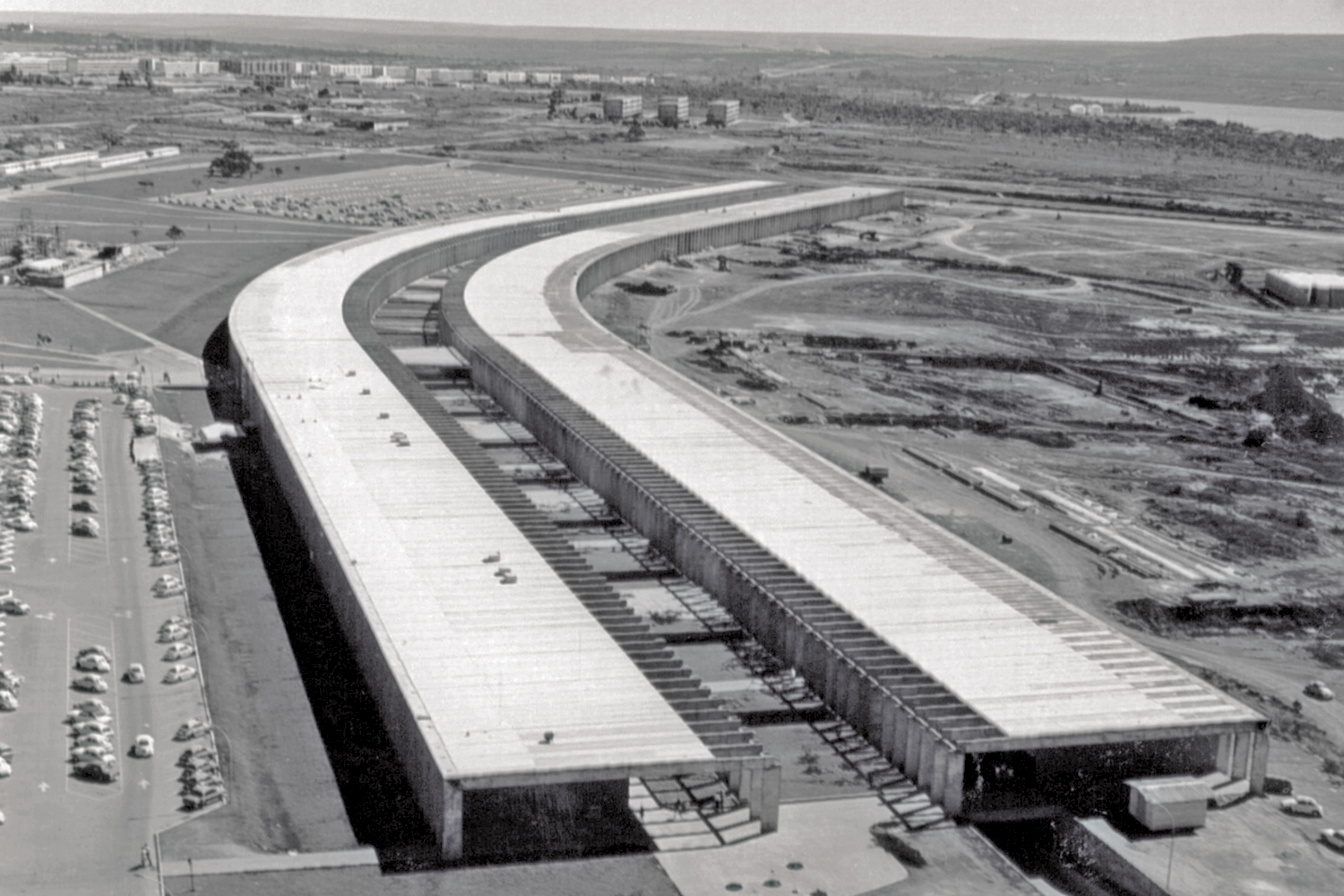
Vista aérea do Instituto Central de Ciências da UnB, em 1972

A construção do campus contou com a participação de Darcy Ribeiro e do educador Anísio Teixeira. O arquiteto Oscar Niemeyer foi incumbido de transformar as ideias em prédios. De 1962 a 1964, manteve suas atividades em uma estrutura provisória. Em 1964, contava com 872 alunos e 87 professores. Naquele ano, com o golpe de Estado, a UnB foi considerada um "foco do pensamento esquerdista", sendo escolhida como um dos alvos do regime imposto. Poucos dias após o golpe, a instituição foi ocupada por tropas da Polícia Militar de Minas Gerais, que prendeu professores e alunos, além de instaurar um inquérito militar, mais tarde arquivado, para apurar a "subversão" no campus. Ademais, como consequência das dificuldades financeiras, o ritmo de sua construção foi afetado.
A ditadura militar destituiu as autoridades da universidade e designou o professor Zeferino Vaz como interventor. Anísio Teixeira e Almir de Castro foram demitidos. Nos anos seguintes, alunos e professores voltaram a ser detidos por terem se "manifestado de forma subversiva." Após a demissão do professor Sepúlveda Pertence, 223 dos 305 docentes também se exoneraram em protesto. Em 1968, durante protesto pela morte de Edson Luís de Lima Souto que contou com a participação de 3.000 alunos, mais de 500 discentes foram presos pelas autoridades do regime. Um deles, Waldemar Alves, foi baleado na cabeça e, embora sobreviveu, manteve sequelas ao longo da vida.
Em 1971, o professor e pesquisador Amadeu Cury assumiu a reitoria. Durante seu mandato, até 1976, empreendeu uma reestruturação da universidade, dando início ao período de consolidação acadêmica e física. De 1976 a 1985, o professor e militar José Carlos de Almeida Azevedo desempenhou a função. Sua gestão foi marcada com forte repressão a manifestações estudantis. O Senado Federal decidiu estabelecer uma comissão para cuidar do conflito. Em 1977, a UnB foi novamente invadida por tropas militares, que prenderam estudantes e intimaram funcionários e professores. A universidade só deixou de sofrer intervenções com a abertura política, em 1984.

### Redemocratização

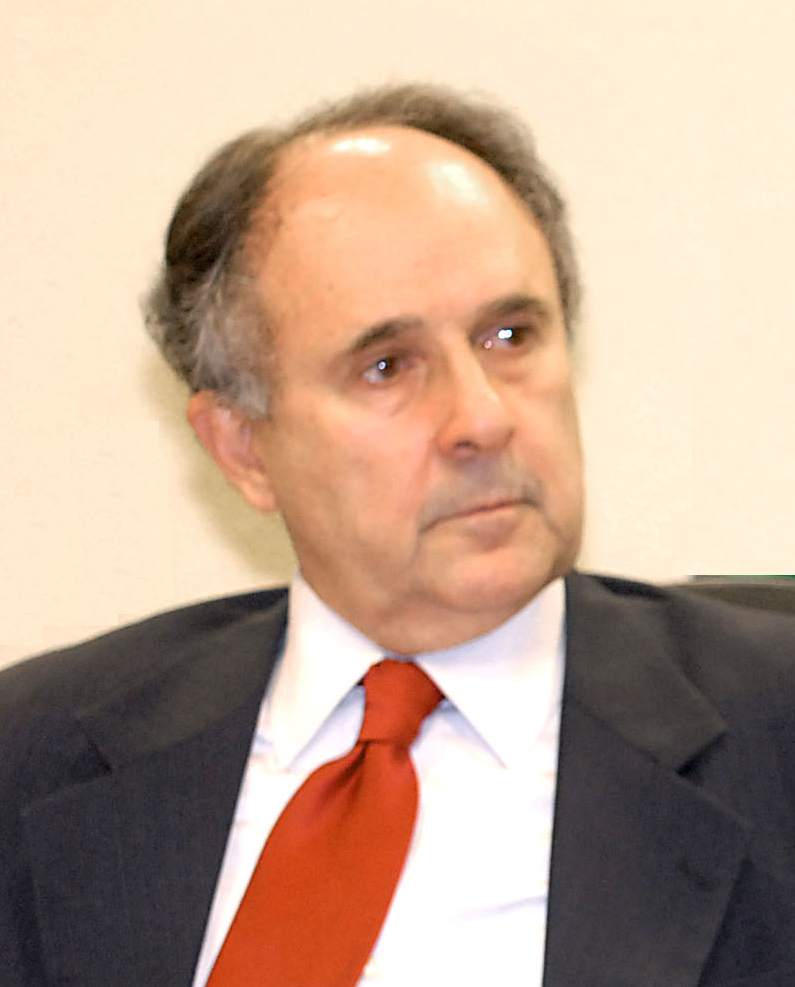
Cristovam Buarque foi o primeiro reitor da UnB eleito de forma direta

Em 1984, Cristovam Buarque foi escolhido para a reitoria pela comunidade universitária, mas seu nome foi vetado pelo presidente João Figueiredo, que optou por nomear Geraldo Ávila para o cargo. Ávila enfrentou paralisação e acabou renunciando poucos dias após assumir. No ano seguinte, novamente eleito, Buarque foi designado reitor pelo presidente José Sarney, sendo o primeiro eleito pelo voto direto. A UnB então buscou "se libertar do conservadorismo e retomar o status de instituição de vanguarda." O semestre letivo foi estendido e foram construídas novas salas de aula. O número de estudantes cresceu de 210 para 1.035 em um período de cinco anos. O número de professores aumentou em 50% e, de forma simbólica, Buarque reincorporou os docentes que renunciaram em protesto à demissão de Sepúlveda Pertence, duas décadas antes.
Em 1989, a universidade estabeleceu seu primeiro curso noturno, de administração. Segundo a UnB, "a instituição preparava-se para atender um novo perfil de estudantes. A necessidade de trabalhar durante o dia deixava vários cientistas e pesquisadores fora da única universidade pública de Brasília." Posteriormente, foram criados outros 26 cursos noturnos e, em 2010, a modalidade contava com 5.052 estudantes.
Em 2003, a UnB tornou-se pioneira na política de ação afirmativa ao adotar o sistema de cotas raciais em seu processo de ingresso. Em 2020, quase metade de seus alunos, ou 48,7%, eram autodeclarados pretos ou pardos. Também ampliou o número de docentes negros; 21% se identificam como pretos, pardos, indígenas ou amarelos. No mesmo ano, foi considerada pela QS World University Rankings como a décima melhor universidade do Brasil. No Ranking Universitário da Folha de S.Paulo, de 2018, era a nona melhor universidade do país, com nota final de 91,02 (de 100 possíveis).

## Campi
A UnB possui quatro campi, todos situados no Distrito Federal. Tornou-se multicampi em 2006, ao inaugurar a Faculdade UnB Planaltina (FUP). Em 2008, as faculdades de Ceilândia (FCE) e do Gama (FGA) foram inauguradas.

### Darcy Ribeiro (Brasília)

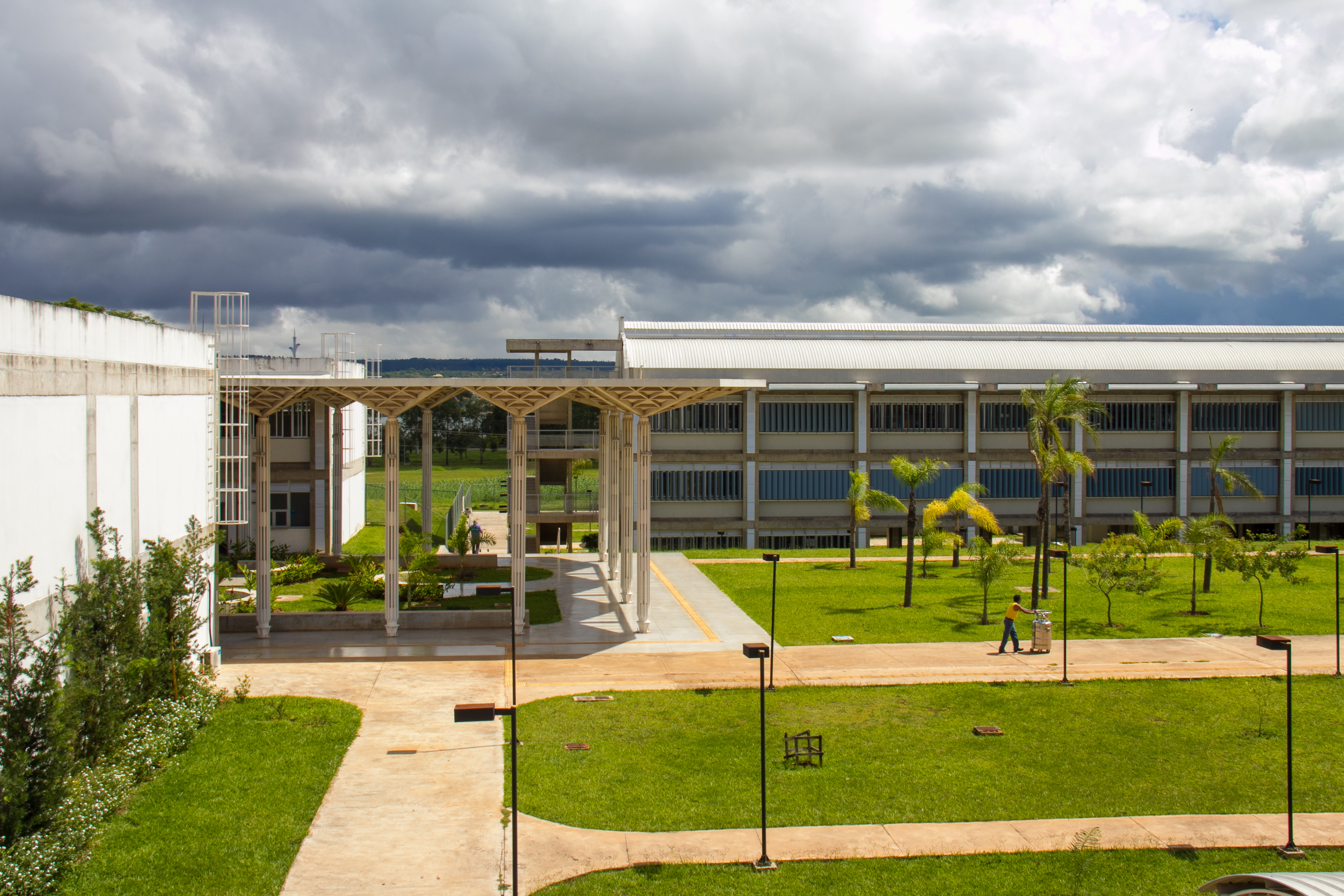
O Instituto de Ciências Biológicas, localizado no Campus Darcy Ribeiro

O Campus Darcy Ribeiro é o maior e mais tradicional da universidade. Localiza-se na Asa Norte e abriga a maioria dos cursos além dos órgãos administrativos e de apoio da instituição como a Reitoria, a Casa do Estudante Universitário, a Instituto Central de Ciências (ICC), a Biblioteca Central (BCE) e a Faculdade de Educação (FE). Possui cerca de 400 hectares, mais de 500 mil m² de área construída e quase 700 laboratórios.
O campus foi previsto no projeto da cidade feito por Lúcio Costa. O próprio Lúcio Costa planejou a cidade universitária, cujo plano inicial foi parcialmente feito, com algumas intervenções posteriores de Oscar Niemeyer, que passou a dirigir a divisão responsável pelo projeto do campus em 1962. Entre as intervenções de Niemeyer se destaca a criação do Instituto Central de Ciências (ICC), que se torna o prédio central do campus. Após a saída de Niemeyer e o início da ditadura, o planejamento do campus se perdeu, com prédios sendo distribuídos de forma menos organizada.

### Planaltina

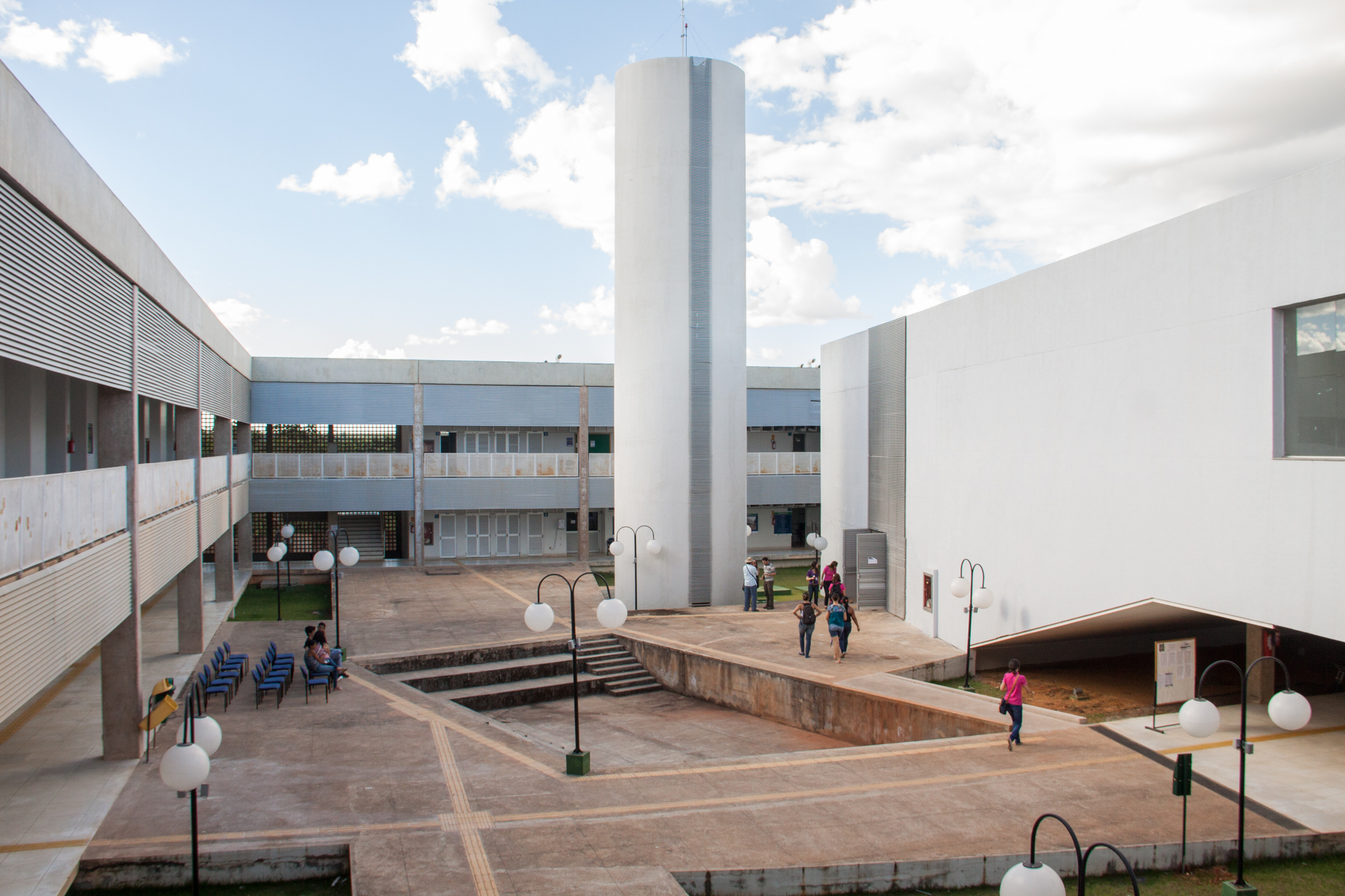
Campus de Planaltina

O Campus UnB Planaltina foi o segundo a entrar em funcionamento dentro do plano de expansão da instituição. Construído em Planaltina, situa-se no extremo norte do Distrito Federal, distante 45 km de Brasília, e abriga os cursos da área de ciências agrárias. Possui uma área total de 301.847,06 m², e uma área construída de 2.860, 26 m². Teve seu primeiro vestibular em 2006.

### Gama

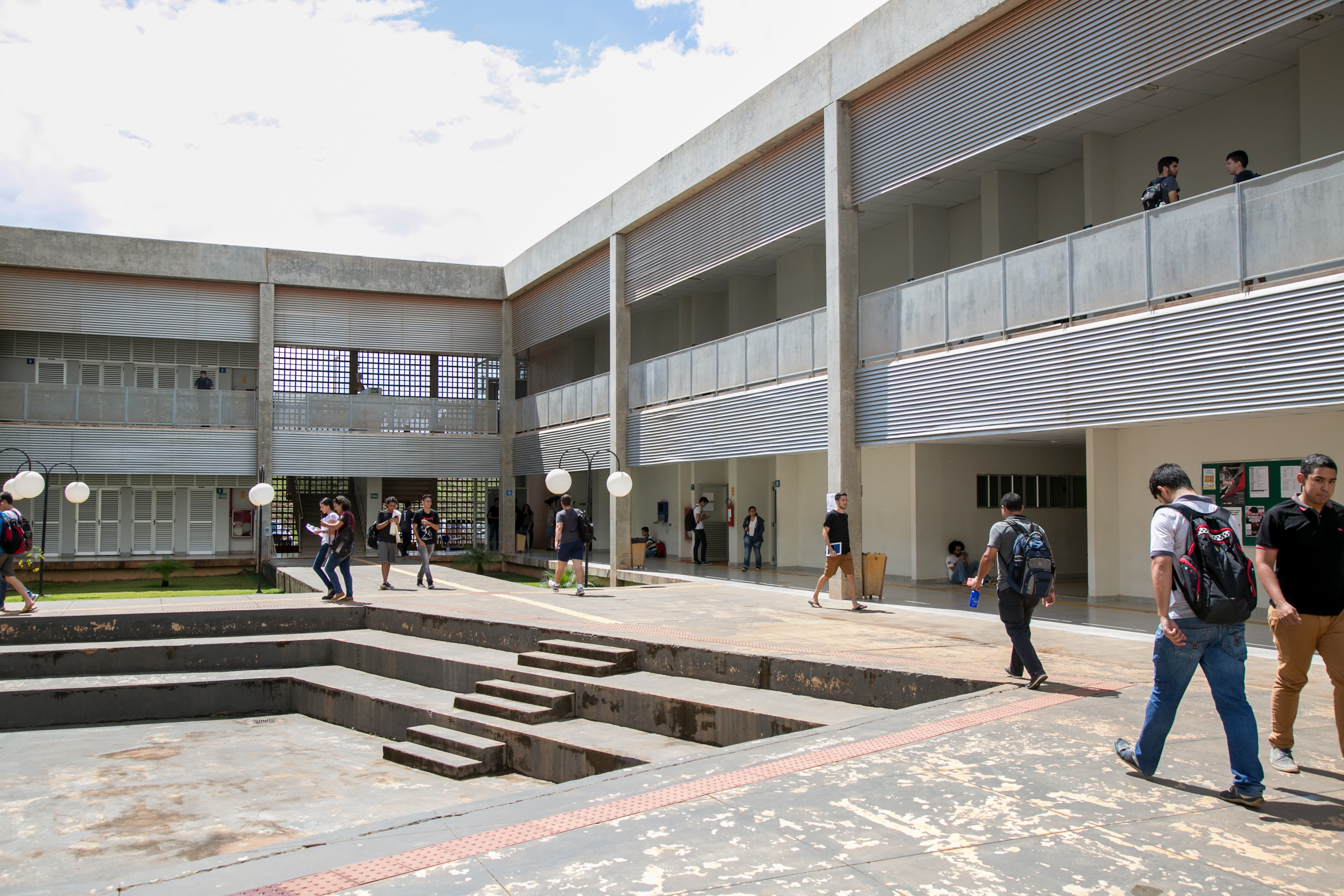
Campus de Gama

O Campus UnB Gama é focado em cursos da área de Engenharia. Situa-se em Gama, no extremo sul do Distrito Federal, distante 35 km de Brasília. Teve seu primeiro vestibular em 2008. Possui uma área total de 335.534 m² e uma área construída de 6.723,45 m².

### Ceilândia

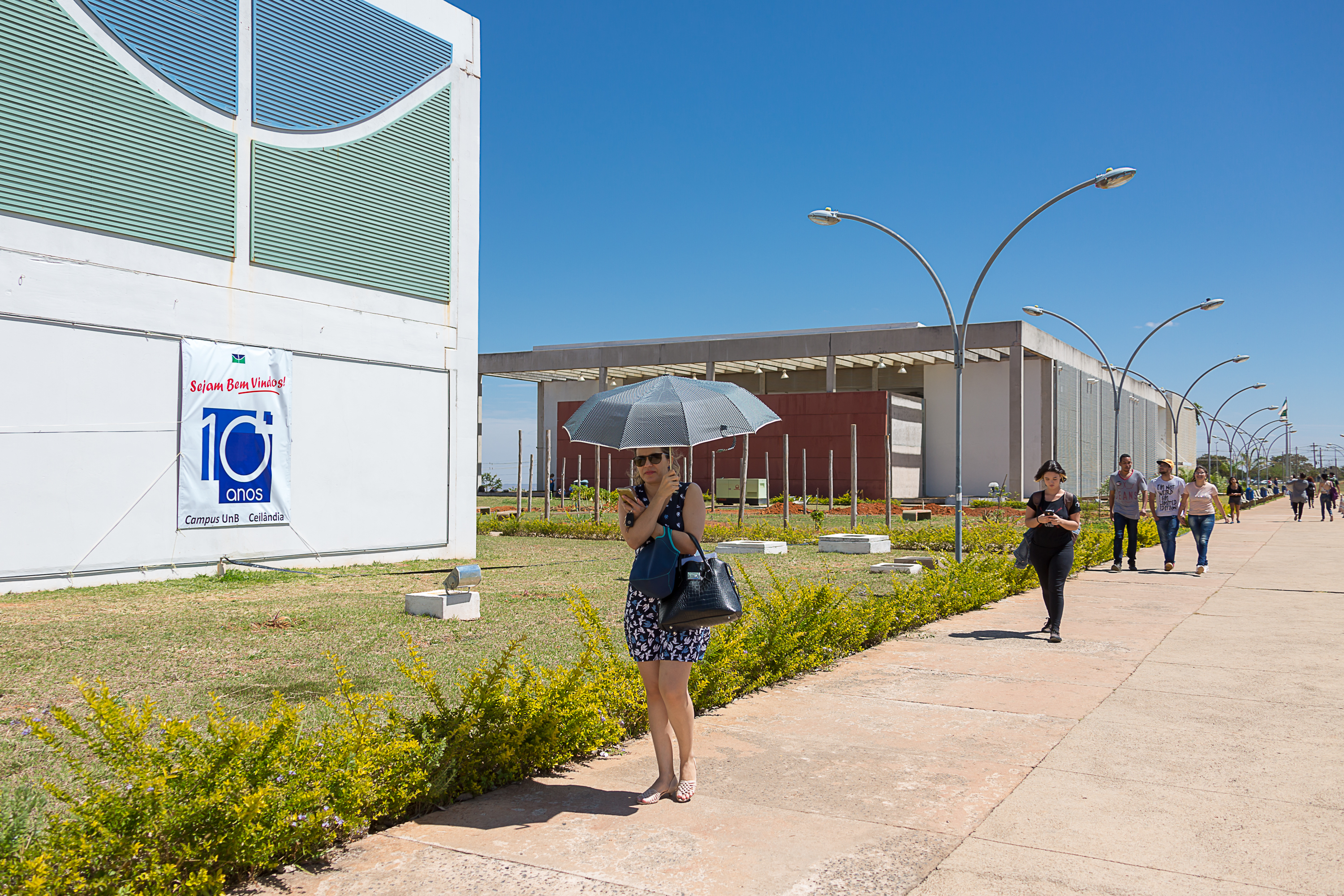
Campus de Ceilândia

O Campus UnB Ceilândia foi fundado juntamente ao campus do Gama, com recursos do Programa de Apoio a Planos de Reestruturação e Expansão das Universidades Federais (REUNI). Abriga cursos na área de saúde e fica entre Ceilândia e Samambaia.

### Paranoá
Em março de 2012, o reitor José Geraldo de Souza anunciou que o quinto campus da instituição estava em fase de projeto. Não há, todavia, data para começar a funcionar.

## Ingresso
O ingresso na Universidade de Brasília pode ocorrer das seguintes formas:

### Vestibular

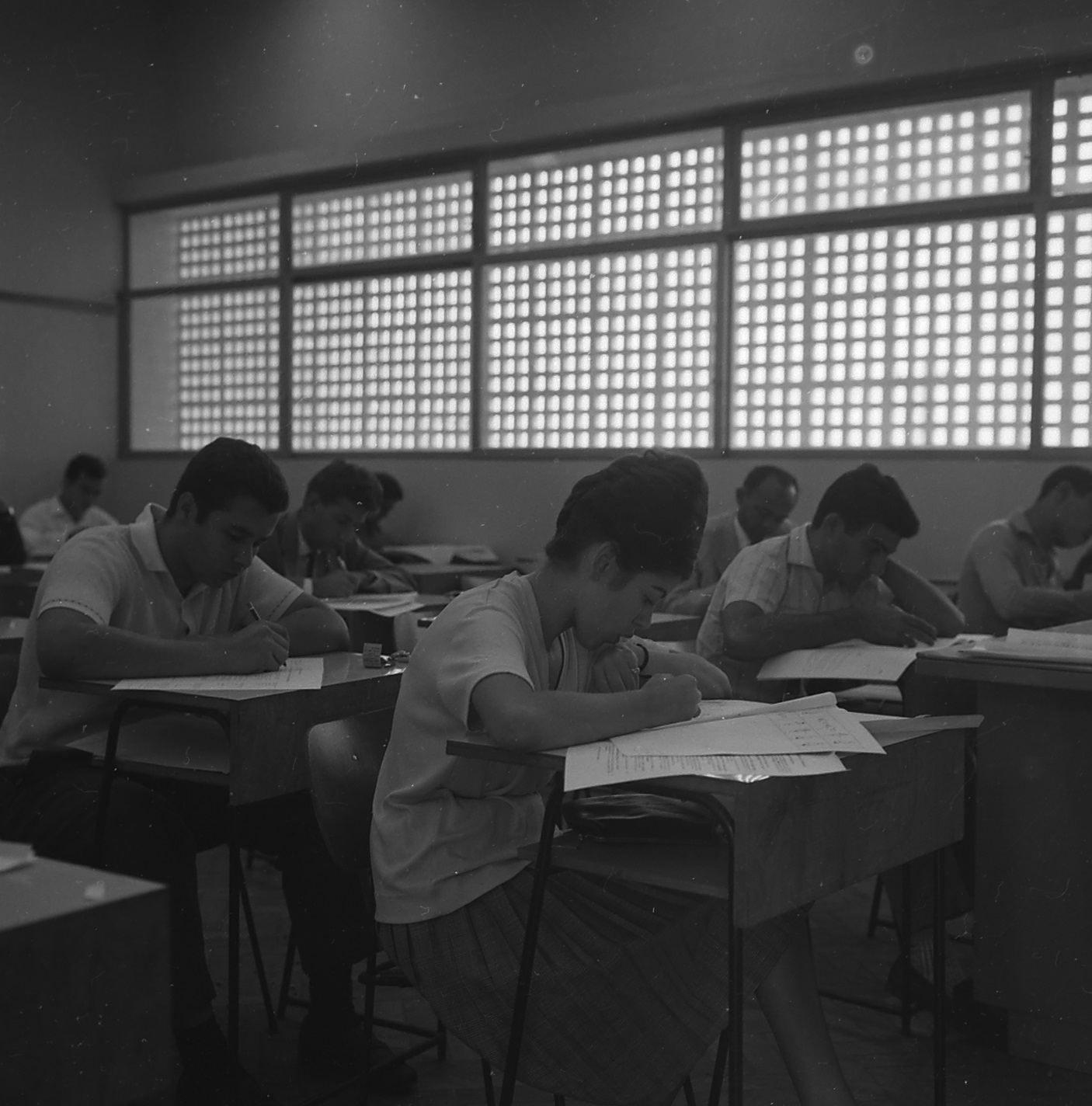
Prova de vestibular da Universidade de Brasília em 1962, na época de sua inauguração

O vestibular tradicional da UnB ocorre uma vez por ano, geralmente no mês de junho, para ingresso no segundo semestre letivo do ano. É promovido pelo Centro Brasileiro de Pesquisa em Avaliação e Seleção e de Promoção de Eventos (Cebraspe). As provas podem ser feitas em outras cidades, pré-selecionadas pela instituição e informadas no edital do processo seletivo.
Em 2019, o vestibular era realizado em dois dias de prova, sábado e domingo. Consistia em quatro partes: língua estrangeira (inglês, espanhol ou francês); língua portuguesa e literaturas de língua portuguesa, geografia e história, artes, filosofia e sociologia; redação em língua portuguesa; e biologia, física, química e matemática.
Usualmente, um mês após as realização das provas são divulgados os resultados no site do Cespe. Ao verificar aprovação, o calouro deve seguir as instruções fornecidas no site para efetuar seu registro: comparecer à SAA (Secretaria de Administração Acadêmica) responsável pelo curso em que foi aprovado, munido dos documentos exigidos.[carece de fontes?]

### Programa de Avaliação Seriada (PAS)
O Programa de Avaliação Seriada (PAS) é uma modalidade alternativa de acesso ao ensino superior, proposta para amenizar o impacto do vestibular. É aplicado mediante três provas, realizadas ao término de cada um dos três anos do ensino médio, com o conteúdo cobrado de forma diluída. Ao PAS são reservadas metade das vagas do primeiro processo seletivo de cada ano, não havendo impedimento para a concorrência também pelo SISU ou vestibular tradicional (que, a partir de 2014, só será realizado no meio do ano, com a adoção do SISU pela UnB).

### Exame Nacional do Ensino Médio (ENEM)
A universidade utiliza o ENEM para preenchimento de 25% das vagas disponíveis para o primeiro semestre. Em 2020, deixou de utilizar o Sistema de Seleção Unificada (Sisu) e desenvolveu um processo seletivo específico. Em 2019, esta modalidade era responsável por preencher 2.112 vagas para ingresso em cursos presenciais no primeiro semestre letivo de 2020.

### Transferências
Alunos de outras instituições de ensino superior, sendo públicas ou particulares, nacionais ou estrangeiras, podem buscar o prosseguimento dos estudos no mesmo curso ou em curso equivalente. A seleção é feita em duas etapas: a primeira, eliminatória, consiste na análise do histórico escolar; a segunda, eliminatória e classificatória, é baseada na nota do ENEM. O edital para transferências é publicado anualmente, geralmente no segundo semestre. É realizado através de ampla concorrência.

### Intercâmbio e convênios
Estudantes de outras universidades federais brasileiras podem concorrer ao processo de seleção para mobilidade estudantil via convênio Andifes. Alunos de outros países podem ingressar na UnB através de contratos e acordos promovidos com embaixadas internacionais, sendo estes alunos transferidos de universidades de seu país de origem ou não.

## Cursos

### Presenciais

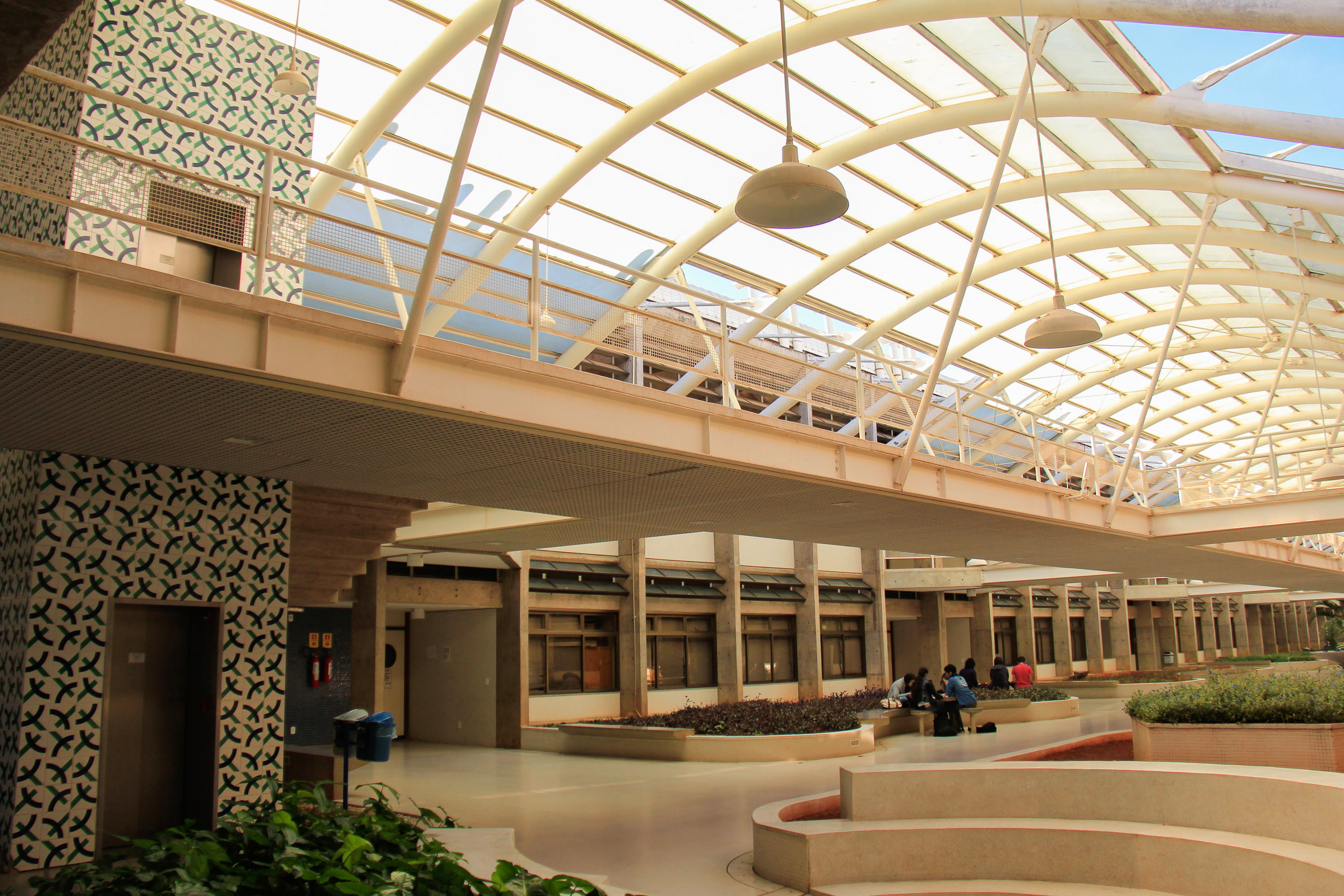
Instituto de Química

É composta por 25 unidades de ensino, pesquisa e extensão, oferecendo atualmente (2023) 86 cursos em diversas áreas do conhecimento. Possui um dos vestibulares mais concorridos do país, organizado pelo Cespe - Centro de Seleção e de Promoção de Eventos. Esta entidade de promoção de eventos também é responsável pela elaboração e organização de diversos concursos públicos no Brasil, tais como provas do Enem e da ESCS. A UnB foi a primeira universidade pública federal a implantar, em 2003, uma política de ações afirmativas para inclusão racial, o sistema de cotas para negros, que reserva 20% das vagas do vestibular tradicional para estudantes negros classificados nas provas do certame.[carece de fontes?]
Os cursos de graduação são classificados pela universidade em três grandes áreas: Saúde, Ciências e Humanidades.
Além dos cursos de graduação, a UnB oferece cursos de pós-graduação stricto sensu e lato sensu. Atualmente existem 76 cursos de mestrado, 63 de doutorado e 11 de mestrado profissional. O programa de pós-graduação (mestrado e doutorado) em Antropologia, sociologia e em Matemática da UnB possuem conceito CAPES 7, a mais alta nota concedida pela CAPES na Avaliação Trienal. Já os programas de mestrado e doutorado em Biologia Molecular, Geologia, Geotecnia, Relações Internacionais, Desenvolvimento Sustentável, Direito, Ecologia, Economia e Política Social possuem conceito CAPES 6. Ao Programa de pós-graduação em Literatura, área de concentração em Literatura e Práticas Sociais, que possui conceito CAPES 5, estão vinculados os cursos de pós-graduação stricto sensu, com os cursos de mestrado acadêmico em literatura e de doutorado em literatura; e também os cursos de pós-graduação lato sensu, incluindo os cursos de especialização em literatura e mestrado profissional na área de Letras.[carece de fontes?]

### Distanciais
A Universidade de Brasília possui atualmente (2023) dez cursos de graduação a distância, integrantes dos programas UAB, Projeto Pro Licenciatura e Projeto LIPED. O curso de Licenciatura em Música à distância foi criado pela UAB no ano de 2007, visando atender estudantes que moram em lugares distantes e que procuram fazer um curso superior em música. Nessa modalidade é ofertado o curso de licenciatura, o curso oferecesse ao estudante um diploma de nível superior. O curso tem duração mínima de 4 anos, divididos em pelo menos 8 semestres/16 bimestres. Em média, são ofertadas aproximadamente 100 vagas por semestre. Para ingressar no curso é necessário ter o ensino médio completo. As vagas são preenchidas através do vestibular e as provas são ofertadas em polos de apoio presencial. O curso de licenciatura em música funciona em modelo semipresencial, sendo 11 polos de apoio em diferentes estados, com abrangência em mais de cinco estados.

## Pesquisas
A Universidade de Brasília tem professores de mestrado e doutorado com dedicação a pesquisas científicas e pesquisas acadêmicas, que são financiadas pelo Conselho Nacional de Desenvolvimento Científico e Tecnológico (CNPq), pela Coordenação de Aperfeiçoamento de Pessoal de Nível Superior (Capes), Fundação de Apoio à Pesquisa do Distrito Federal (FAP-DF) e Fundação Alexander von Humboldt, da Alemanha.
A universidade mantém pesquisas de desenvolvimento de quimioterapia com nanotecnologia em colaboração com a Universidade Livre de Berlim. Em janeiro de 2018, uma pesquisa feita na UnB afirmou que o ômega 3 matava células de câncer de mama, sendo publicada na renomada revista Nature pela professora Kelly Grace Magalhães.
Em maio de 2019, pesquisadores da UnB apresentaram estudos avançados contra a dengue. A pesquisa envolveu três subprojetos: estudo da interação dos vírus com vetores e hospedeiros; estudo das respostas imunológicas e inflamatórias e o desenvolvimento de drogas antivirais.
Em março de 2020, a universidade fechou uma parceria com governo do Distrito Federal para fazer até 700 testes de coronavírus COVID-19 diariamente.

## Esportes

### Estrutura

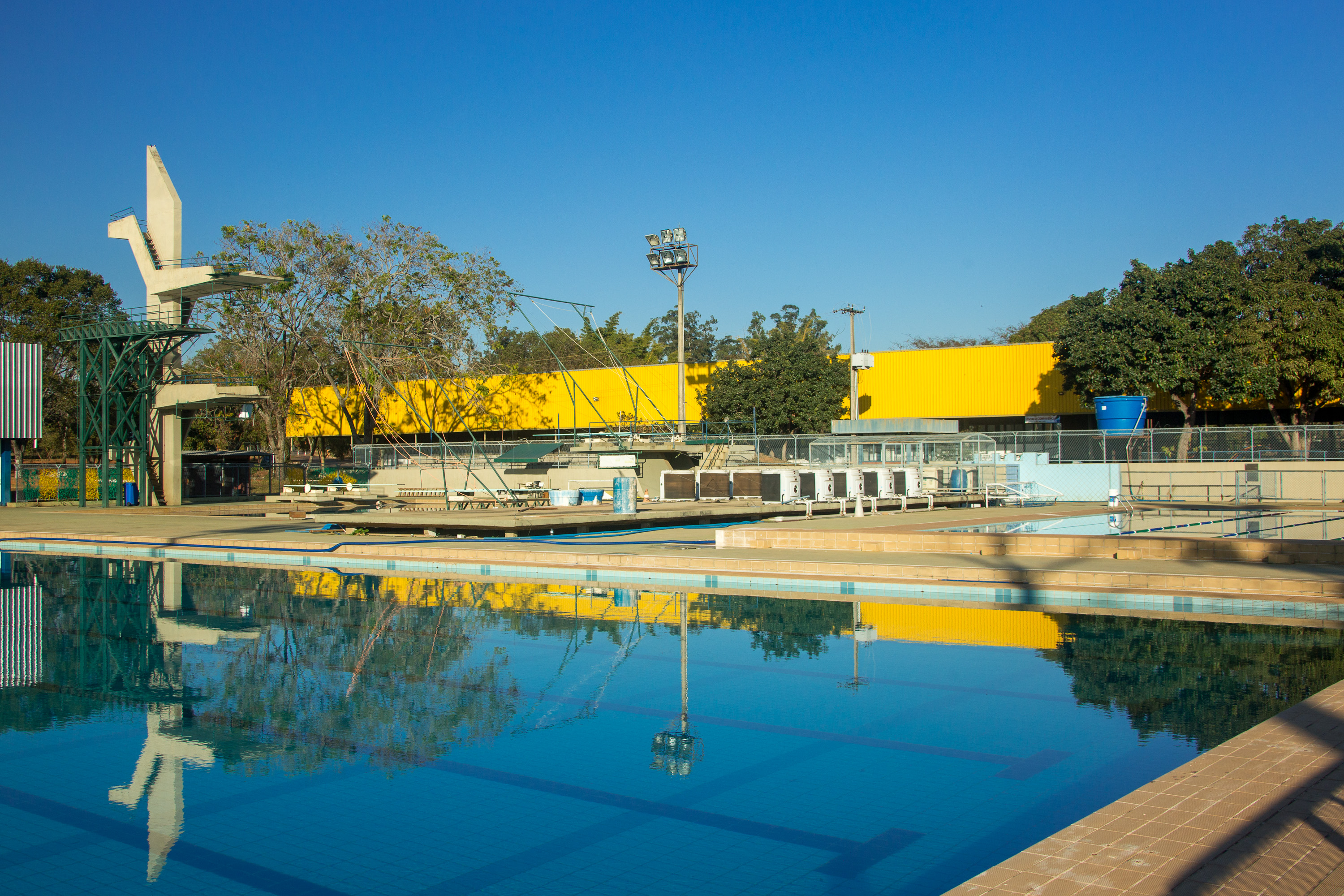
Parque Aquático do Centro Olímpico

O Centro Olímpico da Universidade de Brasília (CO) é um complexo esportivo localizado do Setor de Clubes Norte, dentro do Campus Darcy Ribeiro. É muito utilizada pelos alunos da UnB para a prática de esportes.
Seria totalmente reformado para a Universíada de Verão de 2019, porém Brasília desistiu de sediar a competição.
Entre 2017 e 2019 serviu como Centro de Treinamento para o Capital Clube de Futebol Ltda.
A universidade ainda possui uma quadra dentro do Campus Darcy Ribeiro apelidada de Arena Santander. É o principal local para a prática de futsal no Campus, visto que o Centro Olímpico é distante do ICC.

### Futebol
Por duas vezes, a Universidade foi representada no Campeonato Brasiliense de Futebol. O Clube dos Servidores da Universidade foi vice-campeão do Campeonato Brasiliense de 1975, perdendo a decisão para o Campineira Futebol Clube.[carece de fontes?]
O clube disputou ainda a Copa Arizona de Futebol Amador e foi campeão da Taça Eficiência em 1966.
Sob uma parceira com o Capital, o Clube Desportivo Futebol Universidade de Brasília foi campeão invicto da Segunda Divisão do Campeonato Brasiliense de 2018.

### Basquete
A Universidade de Brasília possui uma equipe de basquete que disputa a Braba, a liga de basquete masculino adulto do Distrito Federal e Entorno. Disputou todas as 6 edições do torneio desde 2012, sendo o melhor resultado (6ª colocação) obtido em 2017.

### Jogos Universitários
Os Jogos Universitários da Universidade de Brasília (JIUnBs) são organizado pela Diretoria de Esporte, Arte e Cultura (DEA/DAC), Diretório Central dos Estudantes (DCE) da UnB e por clubes esportivos do DF. Em 2017 foi realizada a 32ª edição, que contou com a presença estimada de 5 mil atletas de 55 entidades acadêmicas disputando 23 modalidades esportivas.